# Герн, Армель
Армель Герн (фр. Armel Guerne, 1 апреля 1911, Морж, Во — 9 апреля 1980, Марманд, Ло и Гаронна) — швейцарский и французский поэт, переводчик, эссеист, писал на французском языке.

## Биография
Отец — инженер, по рождению швейцарец, мать — француженка. В 1918 году родители разошлись, Армель остался с отцом, они переехали во Францию. Окончил лицей в Сен-Жермен-ан-Ле. После 1928 года порвал с отцом. Девять месяцев преподавал французский и гимнастику в лицее в Сирии, в 1930 году вернулся во Францию. Учился в Сорбонне. Первую книгу стихов выпустил в 1934 году. Подружился с Андре Массоном, Андре Бретоном, Жоржем Батаем, Полем Элюаром. Начал переводить (Гимны Новалиса вышли в его переводе в 1938 году, в 1940 году он взялся за Рильке).
Во время Второй мировой войны участвовал в Сопротивлении, входил в британское Управление специальных операций. В июне 1943 году был арестован гестапо, отправлен в лагерь во Френ, затем в Компьень, а потом в Бухенвальд, но по дороге ему удалось бежать, а в дальнейшем перебраться в Лондон.
После войны занимался переводами немецкой, английской, арабской, китайской и японской словесности — поэзии и прозы. Особенно значимы были его переводы немецких романтиков (составленная им книга Немецкие романтики, 1956, была переиздана в 1963 и 2004 годах). Дружил с Жаном-Луи Барро, Бернаносом, Чораном, его творчество высоко ценили Андре Бретон, Морис Бланшо, Ив Бонфуа, Робер Сабатье.
В 1960 году купил ветряную мельницу в департаменте Ло и Гаронна, реставрировал её и с 1964 года жил на ней. Составил и откомментировал том произведений Нерваля (1966). Умер в больнице после разрыва аорты и тринадцатидневной комы. Похоронен на кладбище неподалёку от своей мельницы.

## Сочинения

### Оригинальные произведения
- Oraux (1934)
- Le livre des quatre éléments (1938, переизд. 2001)
- La Cathédrale des douleurs (1945)
- Mythologie de l’homme (1945, переизд. 1946, 2005)
- Danse des morts (1946, переизд. 2005)
- La nuit veille (1954, переизд. 2006)
- Le Temps des signes (1957, переизд. 1977, 2005)
- Le Testament de la perdition (1961)
- Les Jours de l’Apocalypse (1967, переизд. 2008)
- Rhapsodie des fins dernières (1977)
- Le jardin colérique (1977)
- L'Âme insurgée, écrits sur le Romantisme (1977, переизд. 2011)
- Temps coupable (1978)
- À Contre-Monde (1979)
- Au bout du temps (1981)
- Le Poids vivant de la parole (1983)
- Fragments (1985)
- Les Veilles du prochain livre (2000)
- Journal, 1941—1942 et autres textes (2000)
- Le Poids vivant de la parole (2007, избранное)
- André Masson ou les autres valeurs (2007)

### Переводы
С немецкого — Парацельс, Жан Поль, Новалис, Людвиг Тик, Гёльдерлин, Клейст, братья Гримм, Рильке, Канетти, Дюрренматт, Бубер, Кандинский, Клее, Вольс и др.
С английского — Облако неведения, Шекспир, Мелвилл, Стивенсон, Вирджиния Вулф, Чогьям Трунгпа Ринпоче.
С арабского — Тысяча и одна ночь.
С китайского — Лао Цзы, Сон в красном тереме.
С японского — Кавабата и др.
Также переводил богослужебные тексты с древнегреческого и латинского.

### Переписка
- Lettres de Guerne à Cioran, 1955—1978. Lectoure: Le Capucin, 2001
- Armel Guerne — Dom Claude Jean-Nesmy, Lettres 1954—1980. Lectoure: Le Capucin, 2005